# Roberto Gera
Roberto Giuseppe Luigi Gera (Torino, 17 giugno 1894 – ...) è stato un arbitro di calcio, calciatore e dirigente sportivo italiano.
Su molte cronache era chiamato "il capitano Gera", per il grado militare raggiunto durante la prima guerra mondiale.

## Carriera
Dopo aver disputato 3 partite come ala sinistra nel Torino nel campionato di Prima Categoria 1910-1911, inizia ad arbitrare nella stagione 1914-1915 in qualità di tesserato per i granata dirigendo gare delle categorie inferiori.
Nominato segretario della F.I.G.C. nel 1920, svolge il proprio compito per la sola stagione sportiva 1920-1921.
Con la scissione della federazione nel 1921 segue le sorti del Torino arbitrando la Prima Divisione C.C.I.. Nel 1922 è nominato arbitro federale ed abilitato a dirigere le semifinali nazionali.
Ridimensiona poi il suo impegno nel 1925 fino alla completa cessazione dell'attività arbitrale.